# Staré Město
Staré Město er en bydel i Prag, også kaldet Den Gamle By. Staré Město fik byprivilegier cirka 1230 som den første af de oprindelige byer, der udgør det nuværende Prag. Den er beliggende på østbreden af Vltava grænsende op til Nové Město mod syd og øst samt Josefov mod nord. I bydelen findes en række af Prags turistattraktioner samt et myldrende forretningsliv.

## Historie
De tidligste arkæologiske fund, der har vist tegn på bebyggelse på området, stammer fra det 9. århundrede. Der har tilsyneladende været en markedsplads på flodbreden, som er beskrevet fra cirka år 1100 som et ugentlig begivenhed. Fra samme periode er det også kendt, at en større militærforlægning har haft hjemsted i området. Handelen gjorder købmændene velhavende, og kong Václav 1. gav området byprivilegier omkring 1230. Samtidige beskrivelser fortæller om en bymur med 13 porte samt en solidt værn mod floden, som effektivt holdt fjender væk.
I det 14. århundrede havde området stor økonomisk fremgang under Karl den Store, der også grundlagde Nové Město, hvorefter de eksisterende voldgrave og mure kunne sløjfes. I det 15. århundrede boede kongen en overgang ikke på Prags borg, men i stedet på et slot i nærheden af Náměstí Republiky i Staré Město.

## Seværdigheder
I forbindelse med, at kongen boede i bydelen, var der en livlig trafik frem og tilbage til borgen, der stadig var et magtcentrum. Derfor blev den såkaldte "Kongevej" fra slottet tværs gennem Staré Město til Karlsbroen den vigtigste færdselsåre, og en række seværdigheder kan findes i tilknytning hertil.
Særligt kendt er pladsen Staroměstské náměstí, som blandt andet omkranses af rådhuset, Goltz-Kinský Paladset (en del af Nationalgalleriet) og Týn-kirken. Pladsen på 9.000 m² har været midtpunkt for en række markante begivenheder i byens historie.
Ved den østlige ende af Kongevejen på Náměstí Republiky findes en af byens mest kendte eksempler på et byggeri i jugendstilen i form af borgerhuset Obecní dům samt det gotiske krudttårn, der var en del af den oprindelige bymur. På vejen Celetna mellem de to pladser findes et fint eksempel på kubisme i form af Huset med den sorte Madonna fra 1912.
På Kongevejen mod Karsbroen kan man se det historiske Klementinum, der er byens næststørste bygningsværk efter borgen, og som blev opført af jesuitter. Klementinum huser blandt andet National Library of the Czech Republic, det tjekkiske nationalbibliotek med tilknytning til Prags Universitet. Lige før Karlsbroen findes Smetanamuseet.
I store dele af bydelen kan man finde ældgamle beværtninger og restauranter, typisk i kælderniveau, og der findes også mange butikker samt en lang række gadehandlende, ikke mindst langs Kongevejen.
50°05′06″N 14°25′12″Ø / 50.085°N 14.42°Ø